# Våldtäkt
| Våldtäkt |
| --- |
| Sextus Tarquinius våldtar Lucretia, skildrat av Tizian. - Betydelse – sexualbrott med samlag eller liknande utan alla inblandades uttryckliga samtycke - Varianter – fängelsevåldtäkt, gruppvåldtäkt, i nära relation, överfallsvåldtäkt - Relaterade begrepp – fantasi, kultur, i krig, sexuellt slaveri, sexuellt övergrepp |

Våldtäkt är en typ av sexualbrott där samlag eller annan jämförbar sexuell handling utförs utan alla parters uttryckliga samtycke. Handlingen kan exempelvis utföras med våld eller under hot, genom att utnyttja att någon befinner sig i en särskilt utsatt situation eller att denna på annat sätt är oförmögen att ge sitt samtycke. En våldtäkt är i regel en svår traumatisk upplevelse som kan ge både långvariga fysiska och psykiska skador. 
Traditionellt har våldtäkt beskrivits som ett kvinnofridsbrott, där en kvinna tvingas till samlag av en man genom våld eller hot. I modern tid har begreppet främst i delar av västvärlden fått en vidare innebörd, där även män kan betraktas som offer. Det behöver inte heller röra sig om ett samlag utan räcker med "en jämförbar sexuell handling", exempelvis penetration med främmande föremål, tvång till oralsex eller tvång till beröring av könsorganen. Den tidigare uppfattningen att våldtäkt inte kunde förekomma inom äktenskapet anses numera i de flesta länder förlegad.
För att dömas för våldtäkt krävs det numera i en del länder inte att den utsatta sagt ifrån, utan det räcker med att denna låtit bli att på ett eller annat sätt samtycka. Att någon är oförmögen att ge sitt samtycke kan exempelvis gälla någon som inte uppnått tillräckligt hög ålder för att i juridisk mening kunna samtycka, eller en individ med en intellektuell funktionsnedsättning. Det är vanligt att personer utsatta för våldtäkt har varit påverkade av droger. Vanligaste drogen i samband med sexualbrott under rusverkan är alkohol utan inblandning av andra droger.
Våldtäkter förekommer i krig som (illegalt) vapen, och systematiska våldtäkter definieras av FN som ett allvarligt brott mot de mänskliga rättigheterna.
Normalt följer fängelsestraff för våldtäkt. Längden på dessa kan dock variera avsevärt. Ett normalstraff i Europa ligger på 3–4 år, medan straffmaximum i vissa amerikanska delstater är livstids fängelse.
Våldtäkt är en brottslig handling som utförs med våld, hot om våld eller tvång och där någon inkräktar grovt på en annan människas personliga frihet. Detta ska skiljas från fantasin om våldtäkt, som i likhet med andra sexuella fantasier kan vara eggande just på grund av kopplingen till saker man inte vill uppleva i verkligheten.

## Effekter och skador
Våldtäkt kan innebära en psykisk kris för offret, och ofta för dess anhöriga. Den kan ge bestående psykiska problem, som exempelvis posttraumatiskt stressyndrom, komplext posttraumatiskt stressyndrom, dissociativa störningar och depressioner. Fysiska skador kan uppkomma när gärningsmannen utsätter offret för våld, genom att hålla fast eller slå offret.
En vaginal penetration kan förorsaka sprickbildningar i hud och slemhinnor. Vid grövre våldtäkter kan slida och livmoderhals skadas, vilket kan leda till rikliga blödningar och stora blodförluster som bara kan åtgärdas med kirurgiska ingrepp. Dessa skador uppstår oftast vid penetration med föremål. Vid anala övergrepp kan blåmärken och skrapsår uppstå vid lår och skinkor, liksom sprickor och skador runt ändtarmsöppningen. Vid orala övergrepp kan blåmärken vid munhålan, tandskador och skador vid läppar och tungband uppkomma. Förutom blåmärken är det vanligt med rivsår, bitmärken, sugmärken och benbrott.
Vid våldtäkt kan även könssjukdomar och oönskad graviditet förekomma.

## Historik

### Under antiken
Under antiken betraktades våldtäkt inte som ett övergrepp mot kvinnan, utan mer som ett allvarligt egendomsbrott mot den man som hon tillhörde, vanligtvis fadern eller maken. Förlusten av oskulden var ett särskilt allvarligt brott.[källa behövs]
Enligt biblisk lag kan våldtäktsmannen tvingas att gifta sig med den ogifta kvinnan istället för att få straff, om hennes far går med på detta. Detta gällde speciellt i de fall inget övervåld förekommit, där det ofta var så att kvinnan och mannen använde "påtvingat" samlag som ett medel att tvinga sina föräldrar att acceptera ett äktenskap mellan dem.

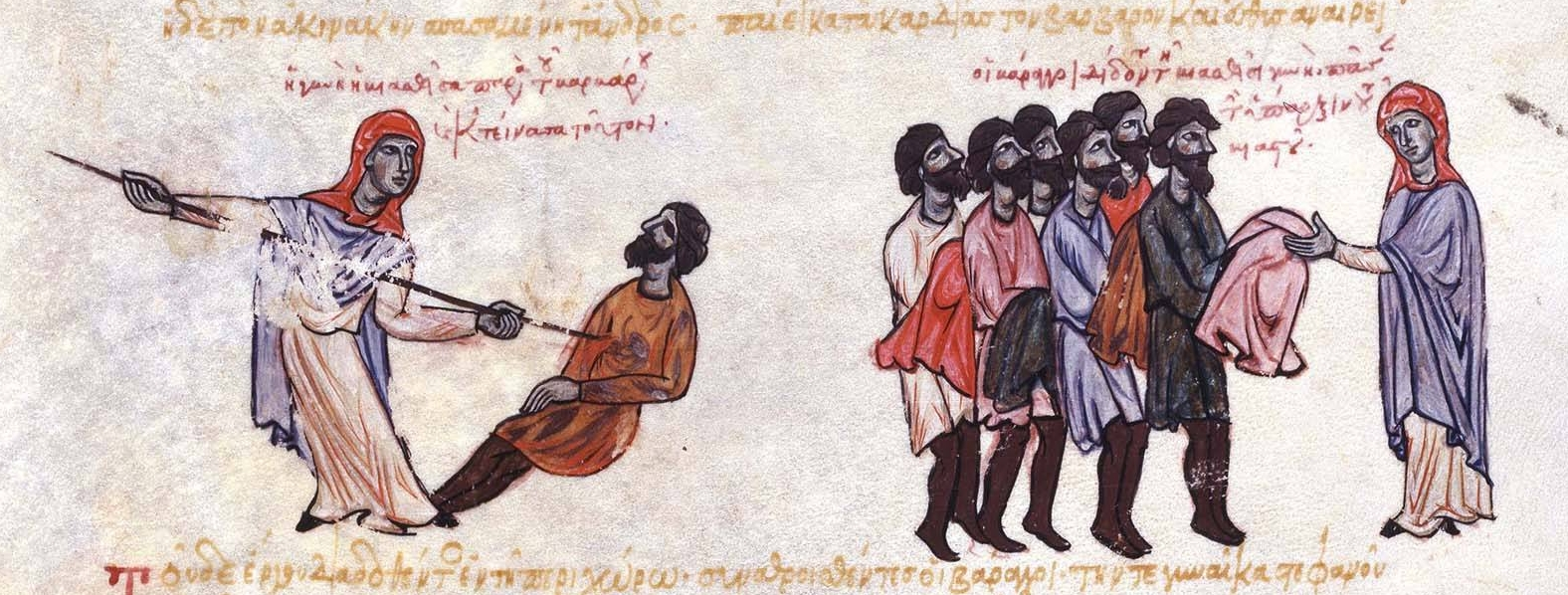
Del av en scen från manuskriptet Skylitzes Matritensis, som avbildar en trakiska som dödar en väring som försökt våldta henne, varpå hans kamrater prisar henne för hennes mod och därefter ger henne hans ägodelar.

 Det latinska ordet för våldtäkt, rapere betyder att beslagta eller ta med våld. Ordet hade ursprungligen ingen koppling till just sexuella övergrepp. I den romerska rätten, var våldtäkt klassificerat som en form av crimen vis, överfall.. Till skillnad från stöld eller rån betraktades våldtäkt som ett offentligt brott iniuria publica i motsats till ett privaträttsligt brott iniuria privata.
Under senantiken betydde uttrycket raptus allt från bortförande, rymning, rån till våldtäkt i dess moderna mening. Förvirringen medförde att kyrkan delade begreppet i raptus seductionis (rymning utan föräldrarnas medgivande) och raptus violentiae (skändning). Båda dessa former medförde civilt straff och också eventuellt bannlysning för en familj och by som tog emot en bortrövad kvinna. Vid raptus violentiae förekom också straff i form av stympning eller döden.

### Under medeltiden
Under medeltiden betraktades våldtäkt på samma sätt som mordbrand, förräderi och mord som ett brott som kunde leda till dödsstraff.
Enligt vissa tolkningar hävdade teologen Thomas av Aquino att våldtäkt, om än syndigt var mycket mindre allvarligt än onani eller avbrutet samlag, eftersom det avlande syftet med sexualitet uppfylldes.. Detta har dock bestridits av andra uttolkare, som menar att Thomas av Aquino sammantaget, alltså utöver det strikt sexuella, såg mycket allvarligare på våldtäkt än på onani och avbrutet samlag, detta på grund av inslaget av hot, tvång och våld. 

### Enligt spansk och engelsk lag
Under koloniseringen av Amerika gällde spansk lag. I denna kunde inte våldtäkt anses föreligga när en indiansk kvinna som inte var kristnad var offret.
I den engelska common law definierades våldtäkt som sexuellt umgänge med kvinna under våld och mot hennes vilja. Offret måste visa att aktivt motstånd skett och inom äktenskap ansågs hustruns samtycke alltid föreligga. Lagens skrivning innebar däremot att en prostituerad kunde hävda våldtäkt om hon inte hade samtyckt till handlingen.

### Enligt svensk lag
Enligt 22 kap 1 § i Missgärningsbalken i 1734 års lag bestraffades förövaren av en våldtäkt i allmänhet med döden. Tager man qwinno med wåld, och emot hennes vilja främjar sin onda lusta, och warder lagliga thertil wunnen; miste lifwet, och qwinnan ware saklös.
Dödsstraffet tycks dock ha avskaffats 1779 och ersatts med två år på "kronans fästning". År 1865 då strafflagen infördes kunde påföljden bli straffarbete mellan sex och tio år och, om hon skadades svårt, straffarbete på livstid.
Sexualbrott regleras i brottsbalken 6 kapitlet som skrevs 1962. Fram till ikrafttagandet av brottsbalken 1965 fanns inga officiella brottsrubriceringar i lagtexten. Om brottet nämndes vid namn istället för med paragrafnummer kallades det normalt sett inte för våldtäkt om det skett inom äktenskapet utan istället för förgripelse eller enbart otukt. 
Våldtäkt inom äktenskapet kriminaliseras 1965, men fram till 1978 ansågs våldtäkt ha ett lägre straffvärde om det utfördes av en person som offret hade ett aktivt sexuellt förhållande med. Först 1986 föll den första domen mot en man som våldtagit sin hustru. 
Före ändringar 1984 definierades våldtäkt juridiskt som ett brott som utfördes av män mot kvinnor, men definieras sedan dess könsneutralt. Våldtäkt definierades i brottsbalken (till och med SFS 2016:677) som tilltvingande av sexuella handlingar och måste inte innebära direkt fysiskt våld. Sedan 1 juli 2018 går gränsen för en straffbar gärning vid bristande samtycke, det vill säga ofrivilligt samlag eller jämförbar sexuell handling. Penetration krävs inte för att en handling ska räknas som jämförbar med samlag, utan det räcker att en av förövaren och offret vidrör den andres könsdel, exempelvis med sin könsdel, med munnen eller ett finger, eller för in ett föremål i könsdelen. Ett samlag räknas alltid som ofrivilligt och därför som våldtäkt om det sker efter tvång eller hot, om det sker medan offret är i en särskilt utsatt situation, exempelvis medvetslös, eller om offret är i beroendeställning till gärningsmannen, exempelvis för att gärningsmannen är vårdnadshavare.
Den första juli 2018 infördes 2 nya brott i sexuallagstiftningen, oaktsam våldtäkt samt oaktsamt sexuellt utnyttjande.
Straffskalan är fängelse i tre till sex år för våldtäkt och för grov våldtäkt fem till tio år. Straffet för våldtäkt mot barn (samlag eller motsvarande handling) är tre till sex års fängelse och för grov våldtäkt fem till tio år. Oaktsam våldtäkt kan ge fängelse upp till 4 år. Andra besläktade sexualbrott är sexuellt övergrepp och sexuellt ofredande.

## Våldtäktskategorier

### Våldtäkt
Våldtäkt definieras grundläggande som penetration med penis i vagina, anus eller mun utan samtycke. I många länder inkluderas också i våldtäktsbegreppet "en jämförbar sexuell handling", exempelvis penetrering med främmande föremål, eller beröring av könsorganen. Huruvida våld, eller hot om våld, anses krävas för att en våldtäkt anses ha skett skiljer sig åt mellan olika länder, liksom om påtvingat samlag inom äktenskap kan ses som våldtäkt.
Våldtäkter brukar vid sidan av detta kategoriseras efter relationen som gärningsmannen och offret har. Den vanligaste formen av våldtäkt sker i nära relationer, av en partner eller annan familjemedlem, ofta som ett led i en mer omfattande misshandel (ofta psykisk). Denna typ av våldtäkt sker vanligtvis inomhus. En annan form av våldtäkt är överfallsvåldtäkter, när gärningsman och offer är främlingar för varandra, och sker i större utsträckning utomhus. Ett exempel på överfallsvåldtäkt är Hagamannens våldtäkter. En tredje variant är våldtäkter relaterade till nöjeslivet, när offer och gärningsman blivit ytligt bekanta under kvällen ute i nöjeslivet och våldtäkten sker därefter på plats eller senare under natten. Alla dessa tre typer av våldtäkter kan ske utomhus eller inomhus, med en enskild gärningsman eller som gruppvåldtäkt.
Under en våldtäkt kan en drabbad kvinnas könsorgan uppleva en reflexmässig upphetsning och lubrikation. Detta kan ses som kroppens försvarsmekanism för att skydda sig mot delar av våldet. Hos den våldtagna kan den reflexbaserade upphetsningen ge ångest, och vid en rättegång kan den försvåra åtalet.

#### Singelvåldtäkt
Med singelvåldtäkt avses en våldtäkt med en förövare.

#### Gruppvåldtäkt
Med gruppvåldtäkt avses en våldtäkt där två eller fler delaktiga eller agerande förövare.

#### Serievåldtäkt
Med serievåldtäkt avses våldtäkter av samma gärningsman vid olika tillfällen mot olika offer, se seriebrott.

#### Falsk våldtäkt
Omfattningen av falsk rapportering eller falska anklagelser om våldtäkt debatteras ofta. En studie från Storbritannien visade att av de 14 449 våldtäkter som rapporterats 2005/2006 klassificerades 9 procent som falska anklagelser.
I Sverige har det förekommit enstaka uppmärksammade fall med falska anklagelser om våldtäkt liksom att män blivit oskyldigt dömda, men kritiker framhåller att domstolarna och polisen brister i sin analys av målsägandes vittnesmål. Likväl kan det faktum att våldtäktsoffer ibland drabbas av dissociation vara orsak till några av de fall som påståtts vara falska[källa behövs].

### Våldtäkt mot barn
Om någon haft samlag med barn bedöms det som våldtäkt i de flesta länder även om inte våld eller hot om våld förekommit. Åldergränsen för när personer ses som barn varierar mellan olika länder. I några länder spelar dessutom omständigheterna roll, som till exempel förhållandet mellan gärningsmannen och barnet.

### Våldtäkt i krig
Under krig och konflikter är våldtäkt ett vanligt vapen som en del av krigföringen, genom att våldtäkter är satta i system för att utöva terror, förödmjuka, förnedra, visa sin makt och tvinga till underkastelse. Våldet kan ta sig uttryck i att offret bestraffas om de inte "frivilligt" har sex. När våldtäkt blir satt i system på detta sätt betraktas det numera som ett brott mot mänskligheten, ofta utövat som en del i folkmord, och bestraffas som krigsbrott. Även de ledare som inte aktivt deltagit i våldtäkten men accepterat eller uppmuntrat till våldtäkt kan dömas för brott mot mänskligheten. Till våldtäktens målsättningar kan höra att framtvinga graviditeter för att på så vis förödmjuka både den enskilda kvinnan och hennes familj och grupp – hon tvingas till fortplantning av fienden eller förödmjukas så att hon tappar sin status i sitt samhälle. Våldtäkten kan ta sig uttryck i påtvingad prostitution och trafficking, av såväl fienden som den egna gruppen (för att "tillfredsställa" militären). Dessutom är våldtäkter i hemmet vanligare under krig och liknande konflikter. Även våldtäkter av män förekommer, men det sker oftare med tillhyggen eller genom skändning av könsorgan, än genom påtvingade samlag.

### Fängelsevåldtäkt
Fängelsevåldtäkter beskrivs ofta i litteraturen, och frekvensen av det kan skilja sig åt i olika länder. I länder där fängelsevåldtäkter antas vara vanligare är fängelsemiljön tuff för de intagna, där de snabbt efter att de hamnat i fängelset tvingas gå med i ett fängelsegäng eller skaffa sig en beskyddare för att i annat fall förnedras, våldtas eller dö. Det finns fall beskrivna där personalen deltagit i att förse intagna med någon att våldta för att behålla lugnet i fängelset. Vissa länder tycks vara mer förskonade; det talas exempelvis sällan om fängelsevåldtäkter i Storbritannien. I USA antogs Prison Rape Elimination Act år 2003 för att komma till rätta med våldtäkter och annat sexuellt våld i fängelser.

## Teorier om förövare
Flera årtionden av forskning på beteendemönster, livsstil och personlighet hos dem som begår våldtäkt har visat att det är mycket stor psykisk variation på förövarna. Sedan 1950-talet har forskare trots detta försökt ställa upp typologier för att indela förövarna i kategorier, detta till exempel på grundval av graden av ilska, graden av maktbegär, graden av annan kriminalitet, hämndbegär mot kvinnor eller män i allmänhet, eller graden av sexuell motivation, vilket är de vanligaste motiven till våldtäkt. Massachusetts Treatment Center Rapist Typology (MTC) är en vanlig typologi men det finns flera konkurrerande. En auktoritet inom området typologi är Nicholas Groth.[källa behövs]
Mot sådan forskning kan anföras flera forskare som hävdar att förövare inte alls utgör någon från övriga urskiljbar grupp psykiskt sett, och att förövare under dådet befunnit sig i ett normalt mentalt tillstånd.

### Typologier och riskfaktorer
Vid oplanerade våldtäkter (av MTC så kallade opportunistiska förövare) är våldet instrumentellt men personen har ofta en lång historia av antisocialt beteende. De sexuellt motiverade förövarna kallas också sadistiska förövare, vilka anses vara benägna till mest våld, mer benägna till sexualmord, tortyr och planering inför våldtäkten. Den maktmotiverade förövaren söker någon att kontrollera, och söker sig till någon i en utsatt position, i syfte att känna makt, men kan triggas igång av att ha fått sin makt utmanad. De som drivs av hämndbegär mot kvinnor i allmänhet, använder ofta förolämpningar vid våldtäkten, kan likaså begå sexualmord, men utan att drivkraften är erotisk. Ökat våld vid motstånd, kännetecknar förövare som har annan kriminell belastning, liksom större bruk av brutalt våld som inte är nödvändigt för att genomföra våldtäkten. En annan typ som förekommer i vissa typologier är den amoraliska förövaren, som utan att vara särskilt fientlig mot kvinnor i allmänhet eller offret i synnerhet av rent själviska skäl tvingar sig till sex.
Det finns flera psykopatologiska och psykosociala faktorer som bidrar till att någon begår våldtäkt. Dock kan ingen faktor ensam utgöra en förklaring. Det är vanligare att ha utsatts för sexuella övergrepp som barn bland dem som våldtar barn (drygt 70 %). Bland dem som våldtar vuxna, är det vanligare att ha varit utsatt för fysisk och psykisk misshandel under barndomen, i synnerhet i hemmet (ca 70 %). (Jämför identifikation med förövaren). Förövare har ofta en högre grad psykotisism än andra dömda för brott. Bland dem som begår sexualmord är det vanligare med social isolering.
Psykopatologiska drag hos dem som våldtar i nära relationer innefattar otrygga anknytningsmönster, instabil självbild, borderline personlighetsstörning, svartsjuka och rädsla att bli övergiven, samt en tendens att överföra sin rädsla att bli övergiven till aggression.
Förutom flera av de ovan nämnda riskfaktorerna, nämner Världshälsoorganisationen (2012) följande: ojämställdhet, normalisering av våld, låg utbildning, antisocial personlighetsstörning, alkoholmissbruk, samt – i synnerhet – tro på familjeheder och sexuell oskuld, uppfattningar om att mannen har sexuella rättigheter, och låga straff för sexuellt våld.
Graden av planering skiljer sig åt beroende på vilken typ av våldtäkt det är fråga om. Studier tyder på att gruppvåldtäkter i högre grad är planerade (90 %) än singelvåldtäkter (58 %).

### Recidivism
Mycket forskning på recidivism ifråga om våldtäkt har uteslutande studerat den statistiska rimligheten att våldta igen efter straffet. Under 2000-talet har dock synen på recidivism förändrats avseende förövare av våldtäkt: de som våldtar är sällan vanebrottslingar som specialiserat sig på sexualbrott. Däremot är det först och främst sexuella förövare som begår brott i allmänhet. Jämför multikriminalitet.
Det är mycket vanligare att personer som döms för våldtäkt senare begår mord.

### Förövares sexualitet
Många förövare påstår sig vara missnöjda med sitt sexliv, men det råder ingen samsyn bland forskare huruvida sexuell tillfredsställelse är en av våldtäktens målsättningar eller inte. Dömda amerikanska våldtäktsmän har i genomsnitt haft fler sexualpartners än dem som inte dömts, men de har också färre långa förhållanden och längre perioder utan sexpartner. Många som våldtar uppger själva att de sökt attraktiva offer i fertil ålder, men det förekommer offer i alla ålderskategorier. Forskare som Groth har däremot uppgett att många förövare uppger att de inte varit sexuellt upphetsade före eller under våldtäkten, medan andra också påpekat att förövaren ofta tillskriver offret den sexuella upphetsningen. Dock är hypersexuell störning en avsevärd riskfaktor för att begå våldtäkt, vilket möjligen utgör en kategori av förövarna. Det är vanligare att förövare reagerar med sexuell upphetsning av att titta på våld.
Förövare kan vara inbördes väldigt olika. En gemensam faktor för ganska många förövare är att de avmänskligar offret och att den medkänsla som de kan känna i andra sammanhang försvinner i den sexuella upphetsningen och att de under handlingen bara tänker på sin egen tillfredsställelse.

### Teoribildningar omkring förövares drivkrafter
Förövarperspektivet har också studerats från evolutionspsykologisk synvinkel. Utgångspunkten är en annan än den feministiska, som istället ser våldtäkt som ett inlärt beteende. Evolutionspsykologer pekar på den höga frekvensen våldtäkter hos djur, vilket vanligen förklaras med att våldtäkter kan öka den reproduktiva framgången.
Trots att Sigmund Freud själv inte utredde faktorer bakom våldtäkter, har freudianer och andra inom den psykoanalytiska skolan ägnat frågan mycket utrymme. Denna skola, som sedan de sista årtiondena av 1900-talet förlorat mark, betraktar ofta förövare som att de lider av hora-madonna-komplex, att de lider av undertryckt homosexualitet, eller att de lider av kastrationsångest. Från och med 1970-talet överskuggades de freudianska teorierna av de feministiska, som tenderade att vara mera sociologiskt inriktade i sina förklaringar. I den skolan är det vanligt att se våldtäkt som ett förstärkt uttryck för det patriarkala förtrycket, objektifiering av kvinnan med så kallad victim-blaming, och inlärda könsroller (se även slutwalk). I den traditionen verkade Susan Brownmiller som anser att män våldtar för att skrämma alla kvinnor och att motivet inte i första hand eller alls är sexuellt.

### Sexsomni
För ett fåtal personer med speciella sömnstörningar är det möjligt att ha sex i sömnen, så kallad sexsomni.

## Offrets reaktioner efter våldtäkt
En våldtäkt är en psykisk kris. Reaktionen på en sådan kris följer vissa faser, även om reaktionerna också kan ta sig mycket individuella former. Våldtäktsoffret relativt den som begår handlingen är ofta i en svagare position, fysiskt, ekonomiskt, mentalt, åldersmässigt, i form av beroendeställning eller för att offret är berusat. Till våldtäkten hör därför ofta annat psykiskt eller fysiskt våld.
Fyra faktorer är synnerligen viktiga när det gäller hur offret reagerar. Det ena är åldern på offret, huruvida det är ett barn, en tonåring eller en vuxen. Det andra är hur offrets psykiska status var innan våldtäkten. Det tredje är graden av överraskning, huruvida offret blev överfallet av en främling eller våldtogs av en bekant. Det fjärde är annat våld som förekommit i samband med våldtäkten. Vidare spelar omgivningen stor roll, det vill säga graden av stöd och förståelse eller graden av misstro eller uteblivet stöd av annan orsak (somliga offer behåller våldtäkten hemlig). Könet på offret kan spela roll ifråga om hur en våldtäkt hanteras mentalt. Män som i vuxen ålder våldtas har lika stor eller större ohälsa än våldtagna kvinnor i samma ålder.

### Bearbetningsfaser och diagnoser
Under den första chockfasen kan offret dissociera och uppfatta händelsen som overklig, återuppleva händelsen i tankar och drömmar, somatisera och kanske få huvudvärk eller magsmärtor, känna sig tom, isolera sig, känna sorg, känna sig smutsig, samt fyllas av skam- och skuldkänslor. Under chockfasen kan offret uppföra sig oväntat, förefalla oberörd, vara påfallande upprörd och uppjagad, eller pendla mellan de olika känslolägena. Vissa bagatelliserar det som hänt. Chocken kan yttra sig i en akut stressreaktion, ett tillstånd som i regel föregriper posttraumatisk stress. Den kan också bl.a. yttra sig i en personlighetsförändring. Benägna individer kan i värsta fall reagera med en hysterisk psykos.
Chocken kan pågå någon timme eller någon dag. Därefter följer en subakut fas, där offret som regel har lyckats få kontroll över sitt beteende, och då offret vanligen går igenom det inträffade i tanken som en första bearbetning (ibland drabbas dock personen av dissociativ amnesi och minns inget alls). Inombords har dock personen inte läkt. Under denna fas kan personen få fobiska beteenden, upptas av tankar på magproblem eller underlivsbesvär, avbryta pågående relationer av sexuell natur, och reagera mentalt genom att vara glömsk och ha koncentrationssvårigheter. Det är vanligt med ökad vaksamhet, oro och sorg. Stämningsläget kan variera från en stund till en annan. Somliga utvecklar skamkänslor och upplevelser av skuld till det inträffade i denna fas.
Efter den subakuta fasen, som kan variera i längd, kommer en latent fas som kännetecknas av att offret inte vill påminnas om våldtäkten eller prata om den. Den latenta fasen kan återkomma.
Därnäst kommer en fas då offret konfronteras med händelsen, t.ex. genom rättegång eller genom att söka medicinsk hjälp (om det inte hänt förr). Denna fas genomgår inte alla. Vissa anmäler inte brottet. Somliga underlåter detta för att de klandrar sig själva eller känner alltför stor skam. Många offer är rädda för att inte bli trodda och därmed drabbas av sekundär viktimisering. Somliga hotas till att vara tysta.
Mönstret till trots finns mycket individuella skillnader i hur ett våldtäktsoffer hanterar händelsen känslomässigt och mentalt. Vissa personer kan, i synnerhet efter chockfasen, utveckla självskadebeteenden, självmordskriser, substansmissbruk, depressioner, ångeststörningar eller posttraumatisk stress. Till de traumarelaterade störningarna hör också dissociativa störningar och somatoforma störningar. Traumatiska erfarenheter som våldtäkter kan föregripa anorexia nervosa. Under senare år har man kunnat se att det tycks finnas ett samband mellan att vara utsatt för sexualiserat våld, och att drabbas av ökad fysisk ohälsa, i synnerhet sådana sjukdomar som beror på ökade nivåer stresshormoner och på immunförsvaret, till exempel hjärtinfarkt. Sådana sjukdomar kan uppkomma långt senare än våldtäkten.

### Graviditet
När våldtäkt leder till graviditet är det en konsekvens som vissa rättssystem utdömer som en försvårande omständighet och vilket leder till skärpt straff. Fullgången graviditet efter en singelvåldtäkt är emellertid ovanligt. I länder med fri abort som Sverige leder det ofta till dagen-efter-piller eller abort. Av dem som 2001 begärde abort i Sverige uppgav 12 % att de vid den oönskade befruktningen känt sig pressade eller tvingade till att ha sex. Amerikansk forskning har kommit fram till att 4,7 % av fullbordade våldtäkter leder till graviditet. Där leder 50 % till abort, 5 % till att adoptera bort barnet, medan omkring en tredjedel behåller barnet. När kvinnan behåller barnet kan förövaren ha rätt till umgänge och till delaktighet i barnets fostran. Detta är en ytterligare psykisk belastning för den våldtagna. Den psykiska reaktionen kvinnan har efter våldtäkten påverkar hennes förmåga att anknyta till barnet.

### Sexuella problem
Då den psykiska krisen ifråga är sexuellt betingad, förekommer ofta sexuella problem av psykogen natur efter en våldtäkt. De sexuella problemen kan kvarstå flera år efter övergreppet. Kvinnor som blivit våldtagna löper stor risk att drabbas av problem med lubrikation, smärta vid samlag, vulvodyni, vaginism, symtom från nedre urinvägar, och irritabel tarm. Kvinnor som våldtagits har också en högre frekvens sexuella högriskbeteenden.
I synnerhet om våldtäkten skett under barndom – och då särskilt i fall med manliga offer – kan offren utveckla  promiskuitet. Män som våldtas kan under våldtäkten reagera med ofrivillig erektion och ibland också utlösning, vilket felaktigt kan tolkas som att offret gett vika.

### Reviktimiseringsrisk
Vid våldtäkt finns en förhöjd risk för att drabbas igen, en risk som tycks vara mindre vid posttraumatisk stress än måttligare symtom på sådan störning. Risken ökar statistiskt sett av att ha våldtagits före 14 års ålder, men sambandet avtar statistiskt sett gradvis från och med 20-årsåldern.

### Anhörigas reaktioner
Inte bara offer traumatiseras av våldtäkt. Också offrets partner (om det finns någon) kan traumatiseras och uppfylla kriterierna för diagnosen posttraumatisk stressyndrom, liksom föräldrar och andra anhöriga. Det tycks finnas ett samband mellan traumatisering av anhöring, och hur mycket personen försökt stötta offret, samt med att den anhöriga uppfattar det som att det funnits en möjlighet att förhindra våldtäkten.

## Lagstiftning i olika länder
Kravet på våld och tvång för att det rättsligt skall betraktas som våldtäkt varierar mellan olika länder. Förgripelser mot minderåriga eller redlösa ses oftast som våldtäkt, även om våld inte förekommit. Sverige år 2010 utökade våldtäktsbegreppet till att innefatta utnyttjande av att en person är i en ”särskilt utsatt situation”, exempelvis genom sömn, svår rädsla eller sjukdom. Många länder, exempelvis Kanada och flera amerikanska och australiensiska delstater, har övergett begreppet våldtäkt till förmån för uttryck som motsvarande "sexuellt övergrepp", "samlag utan samtycke" eller "kriminellt sexuellt beteende". I Sverige föreslogs 2016 ett krav på samtycke vid en sexuell samvaro och att våldtäktsbegreppet ersätts med brottsrubriceringen sexuellt övergrepp; detta resulterade i en särskild samtyckeslag.

### Finland
För att dömas till våldtäkt i Finland måste gärningsmannen ha brukat våld eller hotat med våld, eller så måste offret ha befunnit sig i ett hjälplöst tillstånd. Straffet är normalt minst ett år. Om det inte har använts våld eller hot om våld vid våldtäkten, och våldtäkten även i övrigt anses vara ringa, är straffet minst fyra månader.
För att våldtäkt skall ha skett krävs antingen vaginal, anal eller oral penetration. Penetrationen kan också ske med offrets könsorgan eller med ett främmande föremål, och lagen är könsneutral. Det här definieras som samlag i finsk lagstifting, till skillnad mot definitionen i svensk lagstiftning där övriga handlingar än heterosexuell vaginalpenetration definieras och döms för som handlingar vars allvarlighet är jämförbar med samlag.
Våldtäkt definieras på samma sätt för barn och vuxna. Samlag med barn under 16 år räknas som sexuellt utnyttjande av barn, utom då åldersskillnaden är liten. Samlag med 16 år fyllda räknas som sexuellt utnyttjande, om någon utnyttjar att en minderårig är i beroendeställning, eller att någon genom bristande mognad har svårt att neka.

### Haiti
Sedan 2005 klassificeras våldtäkt som ett brott och inte enbart något moraliskt förkastligt. Maxstraffet är 15 års straffarbete om inte offret är under 16 år då straffet kan bli på livstid. Amnesty International redovisar ett omfattande våld mot kvinnor och barn på Haiti.

### Pakistan
1979 antogs Hudud Ordinance, i vilken de brott som anses svårast enligt islamsk rätt, infogades. Lagen bygger på Koranen det vill säga vad som betecknas sharia. Våldtäkt kan medföra 25 års fängelse och 30 spörapp för förövaren. Bevisbördan för våldtäkt läggs helt på kvinnan. Enligt islamisk rätt måste hon ha fyra män som bevittnat våldtäkten för att den ska kunna bevisas (Koranen 24:13). Dessutom har domaren att pröva om alla männen är troende muslimer.
Anser domaren att utifrån dessa krav att våldtäkten inte är styrkt riskerar kvinnan att anklagas och dömas för hor, zina. Detta kan medföra spöslitning och fängelse, i allmänhet endast fängelse.

### Qatar
I Qatar riskerar man att bli fälld för äktenskapsbrott om man anmäler våldtäkt.

### Storbritannien
Våldtäkt är i England och Wales definierat som penetration med penis i vagina, anus eller mun utan samtycke enligt Sexual Offences Act 2003, som trädde i kraft 1 maj 2004. Maxstraffet är livstids fängelse. En sammanfattning kan man läsa här.

#### Skottland
Våldtäkt är i Skottland definierat annorlunda än i de flesta andra rättssystem. Det är ett brott enligt ”common law” och kan bara utföras av en man mot en kvinna genom att han med penis tränger in i hennes vagina. Det är enligt ”statute law” förbjudet att ha samlag med flicka under 12 år även om hon skulle samtycka vid påföljd av livstids fängelse. Det är förbjudet att ha samlag med flicka mellan 13 och 16 år. Påföljden är fängelse i högst två år.
Ett reformförslag som också gör våldtäkt av män straffbart antogs 2009, men har ännu inte trätt i kraft. Sexual Offences (Scotland) Act 2008 kommer att antas av skotska parlamentet 2009.

### Sverige
Lagstiftningen regleras i 6 kap Brottsbalken (BrB) som skrevs om med verkan från 2005-04-01.
Definitionen av våldtäkt omfattar både män och kvinnor. Det behöver inte heller röra sig om ett samlag utan det räcker med "en jämförbar sexuell handling" till exempel penetrering med främmande föremål eller med ett finger. Det är heller inte nödvändigt att offret gör motstånd för att det skall räknas som våldtäkt. Gruppvåldtäkt anses som försvårande och som grovt brott. Upprepade våldtäkter mot närstående kan medföra förhöjt straff genom tillämpning av reglerna för grov fridskränkning. Under ett samlag eller jämförbart sexuellt utbyte där endast delar av akten görs med samtycke utgör den eller de delar där offret inte samtyckt och förövaren haft insikt om detta våldtäkt. 
Om någon haft samlag med barn under 15 år bedöms det som våldtäkt även om något våld eller hot om våld inte förekommit. Det spelar ingen roll om det är gärningsmannen eller barnet som tagit initiativ till handlingen. Vid utredning om våldtäkt mot barn är hemlig rumsavlyssning (buggning) tillåten.
Den samtyckeslag som infördes 2018 medförde ett ökat krav på samtycke från båda parter, med den nya brottsklassningen oaktsam våldtäkt. Sexuellt umgänge efter övertalning som leder till samtycke (så kallat "tjatsex") klassas dock enligt domslut inte som våldtäkt.

### USA
Våldtäkt faller inom delstaternas jurisdiktion i USA och straffen varierar beroende på stat. FBI:s och CDC:s definition av våldtäkt innebär penetrering av en person som utförda med hjälp av förövarens kroppsdelar eller via objekt som hållits av förövaren, således anses män inte kunna bli våldtagna av kvinnor (såvida de inte använt fingrar eller redskap), utan enbart av män. Om en man eller pojke tvingas till att ha sex med en kvinna så anses det fortfarande inte vara våldtäkt, utan faller då under andra rubriceringar, således faller även våldtäktsstatistiken för män och pojkar utanför våldtäktsrubriceringen, där man har en speciell kategori som döpts "made to penetrate", det vill säga "tvingats till penetration". Om man även räknar med antalet "made to penetrate", så skulle antalet manliga offer vara ungefär hälften så stort som antalet kvinnliga offer; med den officiella definitionen är antalet manliga våldtäktsoffer väsentligt mindre än en femtedel av antalet kvinnliga, enligt officiell statistik från CDC.
Fram till 2008 hade några delstater dödsstraffet kvar i straffskalan för våldtäkt mot barn, men i domen Kennedy v. Louisiana från USA:s högsta domstol 2008 fastslogs att dödsstraff i våldtäktsfall där offret inte avlider strider mot åttonde tillägget till USA:s konstitution om grymma straff, liksom domstolen tidigare hade fastslagit rörande våldtäkt av vuxna kvinnor (Coker v. Georgia 1977).
Även om dödsstraff fanns i straffskalan för våldtäkt så hade ingen person avrättats för detta brott i USA sedan 1964.
På samma sätt som i Europa så anses att personer under viss ålder ska skyddas. Det betyder att inget våld behöver ha förekommit vid samlag med barn. Åldersgränsen varierar från 16 till 18 år. Vanligast är 16 år som till exempel i Connecticut. När en av de inblandade i en sexuell aktivitet är yngre än åldern då man lagligt kan samtycka till samlag, är den juridiska termen 'statutory rape'.
I vissa stater beaktar man också förövarens ålder. I dessa stater anses brottet grövre om förövaren är över 21 år.  En översikt över delstaternas lagstiftning om statutory rape ges i denna artikel (följ fotnoten). I de flesta stater använder man inte begreppet "statutory rape" utan man använder begreppen "sexual assault" alternativt "sexual abuse" ungefär sexuellt angrepp eller sexuell misshandel.

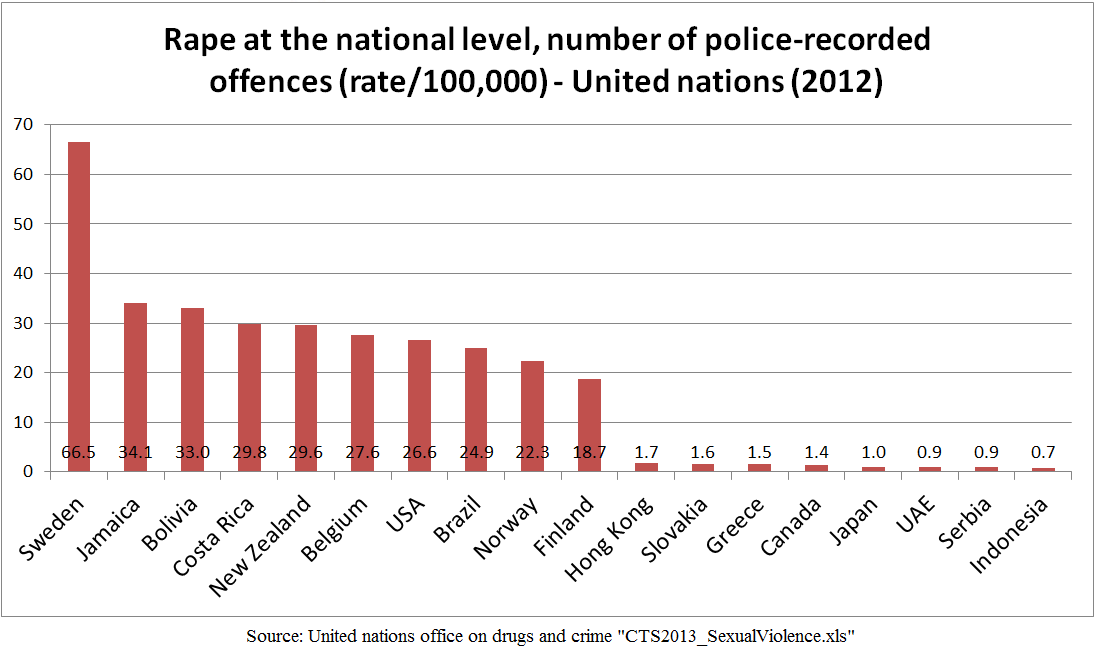
Jämförelse mellan rapporterade våldtäktsfrekvenser för ett urval av länder 2012. Högsta våldtäktsfrekvens rapporterades av Sydafrika, med 114,9 våldtäkter per 100 000 invånare, vilket saknas i bilden.

## Våldtäktsstatistik i olika länder
Kriminalstatistik är behäftad med felkällor. Feltolkningar av datamaterialet sker enkelt. Definitionen på vad som är att betrakta som våldtäkt, hur lagarna är utformade, hur kriminalstatistiken upprättas och hur anmälningsbenägenheten ser ut skiljer sig åt mellan länderna (se ovan), varför jämförelser av siffror mellan olika länder och över tiden inom ett land är vansklig.

### Danmark
Berlingske Tidende rapporterade 2012 att sedan 2004 har enligt Danmarks Statistik 450 individer dömts för våldtäkt, varav 156 med utländsk bakgrund.

### Finland
År 2005 anmäldes 593 våldtäkter i Finland.

### Norge
År 2006 anmäldes 840 våldtäkter i Norge. Oslopolisen släppte en rapport Voldtekt i Oslo 2004 som fick en del uppmärksamhet i Norge. Den visade att av 150 anmälda våldtäkter (148 kvinnliga och 2 manliga offer) i Oslodistriktet var 65 procent av våldtäktsoffren etniskt norska, 35 procent icke-norska. Av offren var 50 procent alkoholberusade, 13 procent berusade av narkotika och de resterade 37 procent nyktra vid våldtäktstillfället. Offrens medelålder 25,6 år, åldersgruppen 20–29 år stod för 46 procent av offren. Gärningsmännens genomsnittsålder var då för etniska norrmän 35 år, medan icke-norska var 26,4 år, totalt en genomsnittsålder på 29,5 år. 44 procent av gärningsmännen var i åldergruppen 20–29 år. I 39,2 procent av fallen så var förövaren och offret tidigare okända för varandra, 33,3 procent vänner eller bekanta och 27,5 procent i en partnerrelation.

### Sydafrika
Omfattningen på sexuellt våld varierar i Sydafrika och situationen i Johannesburg uppfattas vara den värsta. I en undersökning av organisationen Community of Information, Empowerment and Transparency på 4000 kvinnor i staden svarade en av tre kvinnor att de hade blivit våldtagna det gångna året (1998). I en undersökning svarade mer än en fjärdedel av de deltagande sydafrikanska männen att de någon gång våldtagit någon. Det beräknas att 500 000 våldtäkter begås i Sydafrika varje år.
Sydafrika har bland de högsta förekomsten av barnvåldtäkt i världen. I en relaterad undersökning som genomförts bland 1 500 skolbarn i Soweto township, sa en fjärdedel av alla intervjuade pojkar att "jackrolling", en term för gängvåldtäkt, var kul. Mer än varannan menade att kvinnor som säger nej till sex egentligen menar ja. Pojkarnas åsikter skiljde sig klart från flickornas, vilka upplever situationen oacceptabel. Enligt en undersökning bland unga och vuxna män (13–83 år) i Johannesburg i samma tider (43 % av de svarande i Soweto) gillade 4 % "jackrolling" medan majoriteten fördömde företeelsen. Var fjärde tyckte att nej betyder ja.
Mer än 67 000 fall av våldtäkt och sexuella övergrepp mot barn rapporterades år 2000 i Sydafrika. Barnskyddande grupper tror att mörkertalet kan vara upp till 10 gånger så många. Många sydafrikaner tror att samlag med en oskuld kan bota en man med hiv eller aids. Sydafrika har det högsta antalet hiv-positiva medborgare i världen. Enligt officiella siffror, är en av åtta sydafrikaner smittade med viruset. Enligt Durban-Westville universitetslärare i antropologi och forskare Suzanne Leclerc-Madlala menar att myten om att sex med en oskuld är ett botemedel mot aids inte är begränsad till Sydafrika utan att det märks i statistiken på sexövergrepp mot unga barn i Zambia, Zimbabwe och Nigeria.

### Sverige

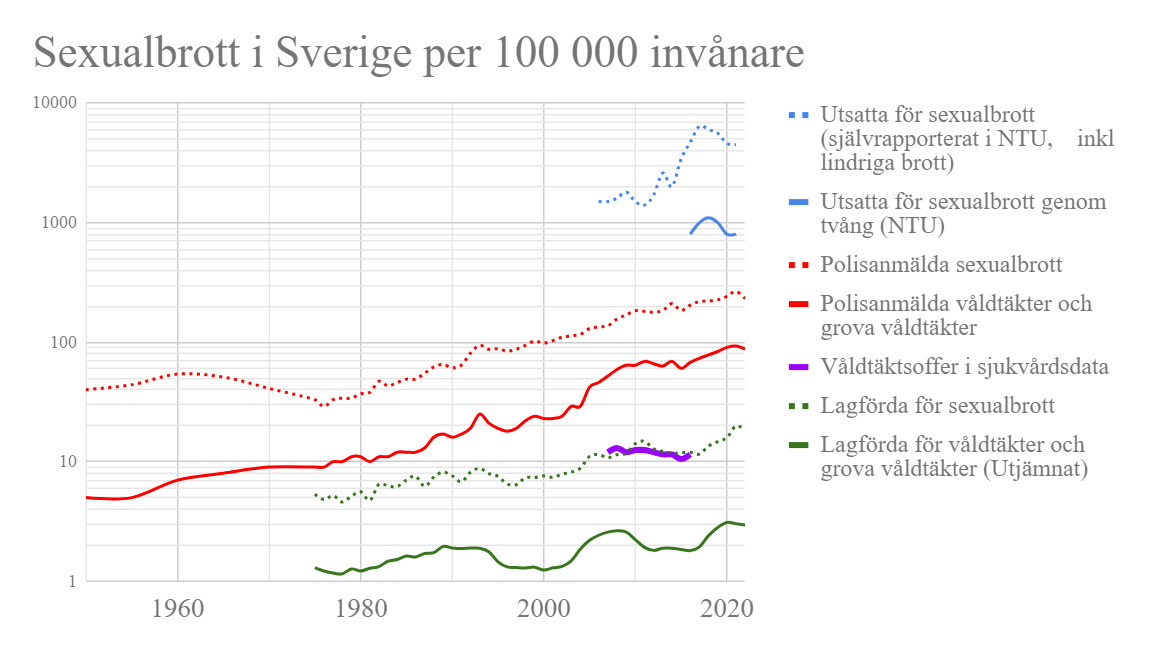
Antal sexualbrott i Sverige per 100 000 invånare över tid. Logaritmisk vertikal skala. Datakällor: BRÅ, SCB, Socialstyrelsen via DN.

Majoriteten av de som misstänktes för våldtäkt 2020 var män. Bland kvinnorna var 2 kvinnor per 100 000 invånare misstänkta för våldtäkt och bland männen var 104 män per 100 000 invånare misstänkta för våldtäkt. Antalet män som misstänkts för våldtäkt i befolkningen hade ökat med 43 procent jämfört med 2011.
Under 2020 misstänktes 4 360 personer för våldtäkt mot kvinnor eller flickor, vilket var en ökning med 8 procent jämfört med 2019. Både antalet kvinnor och antalet män som misstänkts för våldtäkt mot en kvinna eller flicka hade ökat jämfört med 2019 (+36 % respektive +7 %). Av dessa var 2 890 personer misstänkta för våldtäkt mot en kvinna i åldern 18 år eller äldre, vilket var en ökning med 7 procent jämfört med 2019. Det var i huvudsak antalet misstänkta män som ökade (+7 %).
Under 2020 var det 215 personer som misstänktes för våldtäkt mot män eller pojkar. Det var en minskning med 9 procent jämfört med 2019. Av dessa var 105 personer misstänkta för våldtäkt mot en man (18 år eller äldre), vilket var ett oförändrat antal jämfört med 2019. Antalet män som misstänktes ökade med 5 procent jämfört med 2019, medan antalet kvinnor misstänkta för våldtäkt mot en man i åldern 18 år eller äldre minskade med 13 procent.
Av de personer som var misstänkta för våldtäkt mot kvinnor eller flickor respektive mot män eller pojkar var 99 respektive 83 procent män.
För båda könen är den ålder då de påverkas mest av sexuella brott mellan 20 och 24 år.
I denna åldersgrupp lider 4,3% av männen och 31,6% av kvinnorna av sexuella överträdelser varje år.
|                                 | 1975 | 2003 | 2004 | 2005 | 2006 | 2007 | 2008 | 2009 | 2010 | 2011 | 2012 | 2013 |
| ------------------------------- | ---- | ---- | ---- | ---- | ---- | ---- | ---- | ---- | ---- | ---- | ---- | ---- |
| Totalt antal rapporter:         |      | 2235 | 2261 | 3787 | 4208 | 4749 | 5446 | 5937 | 5960 | 6532 |      |      |
| Rapporter per 100 000 invånare: |      | 25,0 | 25,2 | 41,9 | 46,3 | 51,8 | 59,0 | 63,8 | 63,5 | 69,2 |      |      |
| Antal lagförda:                 | 109  | 132  | 153  | 216  | 227  | 217  | 262  | 256  | 204  | 168  | 171  | 178  |

Sverige har en  hög frekvensen av rapporterade våldtäkter. I Sverige ökade antalet rapporterade våldtäkter per 100 000 invånare med 170 % åren 2004 till 2011. Antal som dömts för våldtäkt har inte ökat i motsvarande grad och har vissa år minskat.
Brottsförebyggande rådet (BRÅ) hävdar att det inte är "möjligt att bedöma och jämföra de faktiska nivåerna av våldsbrott … mellan länderna", men att ökningen i Sverige till stor del förklaras av förändringar i sexualbrottslagstiftningen. Ny sexualbrottslagstiftning trädde i kraft den 1 april 2005. Den innebär bland annat att vissa gärningar som tidigare rubricerades som sexuellt utnyttjande kom att rubriceras som våldtäkt. Effekten av lagändringen slog igenom i statistiken på så vis att antalet anmälda brott avseende sexuellt tvång och utnyttjande minskade de närmaste åren efter lagändringen, medan antalet anmälda våldtäkter ökade. Den 1 juli 2013 skärptes sexualbrottslagstiftningen återigen; bland annat utvidgades våldtäkt till att omfatta de fall där offret reagerat med passivitet.  Dessutom har polisen börjat registrera alla misstänkta och upprepade våldtäkter med separata polisrapporter. BRÅ hävdar att jämförelser baserade på offerundersökningar placerar Sverige på en genomsnittlig nivå bland europeiska nationer.
Våldtäkt är ett brott där anmälningsbenägenheten är låg. BRÅ (Brottsförebyggande rådet) uppskattade 2011 utifrån tidigare forskning att endast 23 procent av alla våldtäkter anmäldes.
I genomsnitt beslutar åklagaren att väcka åtal i de förundersökningar som görs till följd av våldtäkter i 13% av fallen. 78% av de våldtäkter som anmäls slutar med att förundersökningen läggs ner som ett resultat av det svåra bevisläget och i vissa fall inleds ingen förundersökning överhuvudtaget. För de våldtäkter som leder vidare till åtal är det vanligare att gärningsmannen är en nära bekant med offret, att brottet skett inomhus, att det förekommit fysiskt våld samt att även andra brott anmäls när våldtäkten anmäls.

## Fantasier och myter

### Fantasin om våldtäkt
Våldtäkt är en brottslig handling som utförs med våld, hot om våld eller tvång. Den är en destruktiv makthandling där en eller flera (i samband med gruppvåldtäkt) personer inkräktar grovt på en annan människas personliga frihet. Denna känsla av vanmakt kan vara förödande för en persons självkänsla och kroppsliga trygghet. Detta till trots kan idén om sådan grova maktförskjutningar under sexuella möten locka till lustfyllda tankar och fantasier, jämförbart med hur fiktivt våld bidragit till att forma hela genrer inom film och litteratur kring underhållningsvåld. Fantasin om att tvinga någon till sex – eller att tvinga någon till det – är en av de vanligaste sexuella fantasierna, och eggelsen kan bestå just i kopplingen till saker man inte vill uppleva i verkligheten. Liksom underhållningsvåld i övrigt, i film eller böcker, kan scener och berättelser där sådana maktförskjutningar utförs i ett sexuellt sammanhang, locka på distans. Den kontroversiella men kommersiellt mycket framgångsrika bokserien Femtio nyanser visar upp relationer omkring ojämlik makt och manipulation. Även en stor del av filmpornografin är tydligt präglad av sexuella handlingar som utförs där en person har mer makt än en annan.
Våldtäktsfantasier kan även upplevas i form av ett sexuellt rollspel, där samtyckande personer iscensätter en lek omkring makt och vanmakt. BDSM är en grupp praktiker där man leker med givandet och tagandet av makt i ett sexuellt sammanhang, och i vissa av de här scenarierna iscensätts handlingar motsvarande våldtäkter – efter ömsesidigt samtycke om lekens natur. I regel ingår stoppord i leken, så denna kan avbrytas om det hela går överstyr och någon upplever verklig rädsla eller skaderisk.

### Myter om våldtäkt
Hillevi Larsson (s) beskrev i riksdagen 2012 vanliga myter om våldtäktsoffer:
- Är man berusad får man skylla sig själv.
- Utmanande klädsel (kort kjol, urringning eller dylikt) inbjuder till övergrepp.
- Har man haft sex med ”för många” partner är man lösaktig och därmed inte trovärdig.
- Har man inte blivit överfallen, skrikit och gjort motstånd är det ingen riktig våldtäkt. (se även tonisk immobilitet)
- Känner man förövaren, eller än värre haft sex med honom tidigare, är det inte våldtäkt. (se våld i nära relationer)
- Visar man inte stark chock efteråt och anmäler våldtäkten direkt är våldtäkten påhittad.

Riksorganisationen för kvinnojourer och tjejjourer i Sverige (Roks) nämner också myter som att:
- Han som är snygg och trevlig inte kan vara våldtäktsman
- Hon anmäler för att hon vill ha skadestånd

Forskning visar att de som tror på våldtäktsmyter är mer benägna att skuldbelägga våldtäktsoffer än andra. Enligt Roks medför myterna att våldtäktsoffer misstänkliggörs och deras upplevelser förminskas.